# Luis Fernando Castillo Méndez

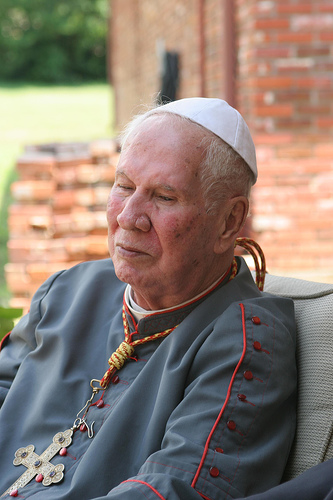
Luis Fernando Castillo Méndez.

Luis Fernando Castillo Méndez (* 4. Dezember 1922 in Caracas; † 29. Oktober 2009 in Brasília) war der brasilianische Patriarch der Katholisch-Apostolischen Kirche Brasiliens (ICAB – Igreja Católica Abostólica Brasileira).
Diese Kirche besteht nach eigenen Angaben aus 48 Bistümern und ist die Mutterkirche der Worldwide Communion of Catholic Apostolic National Churches (ICAN – Igrejas Católicas Apostólicas Nacionais). Die ICAN besteht nach eigenen Angaben aus Kirchen in 14 Ländern mit rund 2 bis 3 Millionen Kirchenmitgliedern.

## Leben
Luis Fernando Castillo Méndez wurde in Caracas geboren. Nach seinem Studium an einem römisch-katholischen Seminar in Caracas wurde er als römisch-katholischer Priester am 10. August 1944 durch Bischof Valentín Comellas y Santamaría im spanischen Solsona, Katalonien, geweiht.
Nach seiner Rückkehr aus Spanien nach Venezuela wurde er als Priester in seinem Land in die Bewegung der Curas Criollos involviert. Er hörte von der brasilianischen Kirchenreformbewegung, die Carlos Duarte Costa anführte. Duarte Costa hatte 1945 die unabhängige Katholisch-Apostolische Kirche Brasiliens gegründet. Castillo Méndez trat in Korrespondenz mit Duarte Costa.
1947 gründete Castillo Méndez in Venezuela gemeinsam mit drei anderen römisch-katholischen Geistlichen die Iglesia Católica Apostólica Venezolana (Venezolanische Katholisch-Apostolische Kirche). Ebenso wie die Katholisch-Apostolische Kirche Brasiliens war diese Kirche unabhängig vom Vatikan. In dieser Kirche wurde Spanisch anstatt Latein in der Liturgie verwandt und dem Klerus der Kirche wurde erlaubt zu heiraten.
Der venezolanische Innenminister stellte sich in diesem Kirchenschisma auf die Seite des römisch-katholischen Bischofs in Caracas und verbot Castillo, mit den Insignien der römisch-katholischen Kirche im Lande aufzutreten. Castillo und seine Anhänger der neu gegründeten Kirche erhielten 1947 hingegen Unterstützung im Land durch die sozialdemokratisch ausgerichtete Partei Acción Democrática und kommunistische Parteien. Am 8. März 1947 wurde Castillo gemeinsam mit drei weiteren Geistlichen von der römisch-katholischen Kirche exkommuniziert.
Am 3. Mai 1948 traf Castillo Méndez in der Panamakanalzone Carlos Duarte Costa. Duarte Costa ordinierte Castillo Méndez als Bischof von Caracas und Primas von Venezuela. Die Ordination von Castillo Méndez führte seitens der venezolanischen Regierung zu einem Einreiseverbot von Castillo Méndez in Venezuela. Also reiste Castillo Méndez nach Brasilien, wo er in den 1950er Jahren lebte. Er wurde Bischof in der Katholisch-Apostolischen Kirche Brasiliens im Bundesstaat Minas Gerais. 1957 zog er nach Rio de Janeiro, wo er als Weihbischof tätig war. Danach wurde er Bischof im Bundesstaat von Goiás. 1961 erlangte er die brasilianische Staatsbürgerschaft.
Nachdem 1961 Duarte Costa gestorben war, kam es in der von ihm gegründeten Kirche zu inneren Auseinandersetzungen und zu Abspaltungen. Nach drei Jahren der Krise gelangte Castillo Méndez 1964 an die Spitze der Katholisch-Apostolischen Kirche Brasiliens. Er ließ sich den Titel „Patriarch“ geben. Castillo Méndez verstarb am 29. Oktober 2009, vermutlich in Brasilia.